# 原島鮮
原島 鮮（はらしま あきら、1908年(明治41年) 2月18日 - 1986年(昭和61年) 12月26日）は、日本の物理学者、教育者。東京帝国大学理学博士、東京工業大学名誉教授。分かりやすい教科書執筆に定評があり、物性論や統計力学、特に表面張力の研究に取り組んだ。旧制第一高等学校、九州帝国大学、東京工業大学、国際基督教大学、東京神学大学で教授を歴任し、東京女子大学では学長を務めた。実子に原島文雄がいる。クリスチャンであり、温厚な人柄で知られた。

## 略歴
- 1926年 - 旧制東京府立第一中学校卒業
- 1930年 - 東京帝国大学理学部物理学科卒業[1][2]
- 1930年 - 浅野セメント株式会社・技手[2]
- 1932年頃 - 東京帝国大学工学部・助手[2]
- 1934年4月 - 第一高等学校・教授[1][2]
- 1940年4月 - 九州帝国大学・助教授[2]
- 1942年3月 - 理学博士[7]
- 1942年4月 - 九州帝国大学・教授[2][1]
- 1949年4月 - 東京工業大学教授[1][2]
- 1958年4月 - 国際基督教大学教授[1][2]
- 1973年 - 東京女子大学学長（ - 1980年）[1]
- 1980年 - 東京神学大学教授（ - 1986年）[2]

## 著作

### 学位論文
- 『液体の構造と融解の理論』東京帝国大学〈博士論文（理学博士）〉、1942年3月23日。

### 著書
- 『力学』（裳華房）[4]
- 『力学I・力学II』（裳華房）
- 『質点の力学 』（裳華房）
- 『質点と剛体の力学』（裳華房）
- 『熱学演習-熱力学』（裳華房）
- 『初等物理学』（裳華房）
- 『初等量子力学』（裳華房）
- 『高校課程物理上下』（裳華房）
- 『物理教育覚え書き』（裳華房）[5][6]
- 『続物理教育覚え書き』（裳華房）
- 『熱力学・統計力学』（培風館）
- 『基礎物理学I・基礎物理学II』（学術図書出版社）
など、多数。

### 学会誌記事
（物性論・統計力学）
- 「統計力學の諸問題」、『Bulletin of Mathematical Statistics』第2巻第1号、1948年、23-30頁。
- 「液体 He II の thermomechanical 効果の熱力学について」、『物性論研究』第18号、1949年、71-74頁。
- 「液体 HeII の Thermomechanical 効果の熱力学について II」、『物性論研究』第48号、1952年、61-65頁。
- 「表面張力の統計力学」、『物性論研究』第55号、1952年、13-20頁。
- 「液体の原子分布凾数について」、『物性論研究』第63号、1953年、65-73頁。
- 「物性工学序論」、『精密機械』第36巻第430号、1970年、776-781頁。

（物理教育）
- 「大学における物理教育」『日本物理教育学会誌』第9巻第1号、1961年、11-17頁。
- 「電子計算機の物理教育への応用についてI ―力学への応用―」、『物理教育』第17巻第1号、1969年、23-29頁。
- 「電子計算機の物理教育のへ応用についてII ―マルチメディア的な使用法―」、『物理教育』第20巻第3号、1972年、240-244頁。
- 「電子計算機の物理教育への応用についてIII ―量子力学への応用―」、『物理教育』第22巻第3号、1974年、153-158頁。
- 「コンピューターを利用した物理教育」『日本物理学会誌』第30巻第2号、1975年、100-106頁。
- 「物理教育とコンピュータ」『物理教育』第31巻第3号、1983年、95-99頁。

（討論会・座談会）
- 「高等学校における物理教育と大学入試の問題」『日本物理教育学会誌』第2巻第1号、1954年、45-51頁。[注釈 2]
- 「理科教育の現状を眺めて」、『日本物理教育学会誌』第3巻第3号、1955年、111-118頁。[注釈 3]
- 「国際物理教育会議に出席して」『日本物理教育学会誌』第8巻第4号、1961年、186-221頁。[注釈 4]
- 「大学入学試験問題と高校物理教育」、『物理教育』第16巻第2号、1968年、65-79頁。[注釈 5]
- 「新指導要領について 物理I,II」、『物理教育』第18巻第4号、1971年、247-264頁。[注釈 6]

（報告）
- 「欧米に旅して(所感と報告)」、『国際基督教大学学報、I-A、教育研究』第7巻、1960年12月、269-272頁。NAID 120005416349。